# Sproeivliegtuig

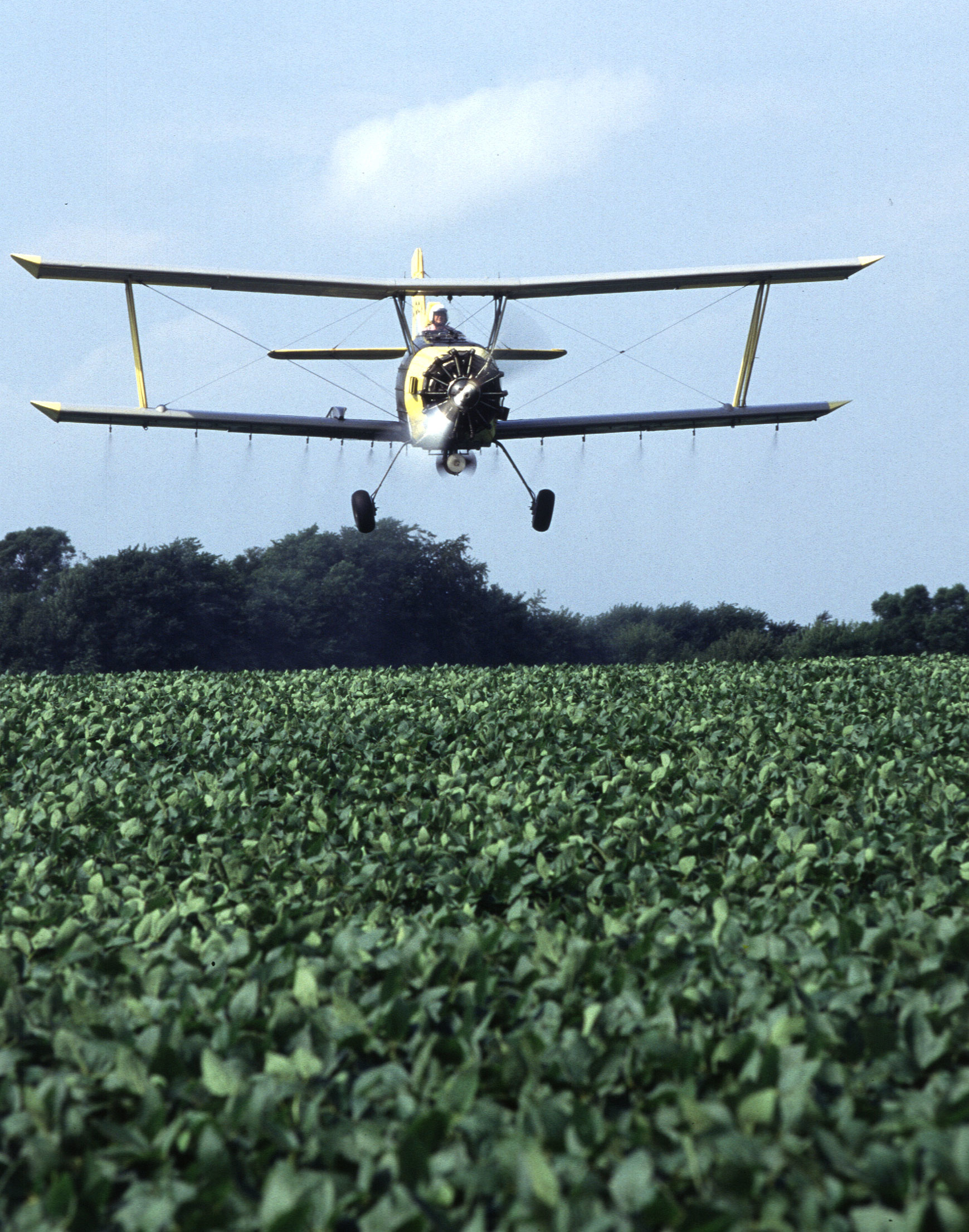
Een Grumman Ag-Cat bij het sproeien

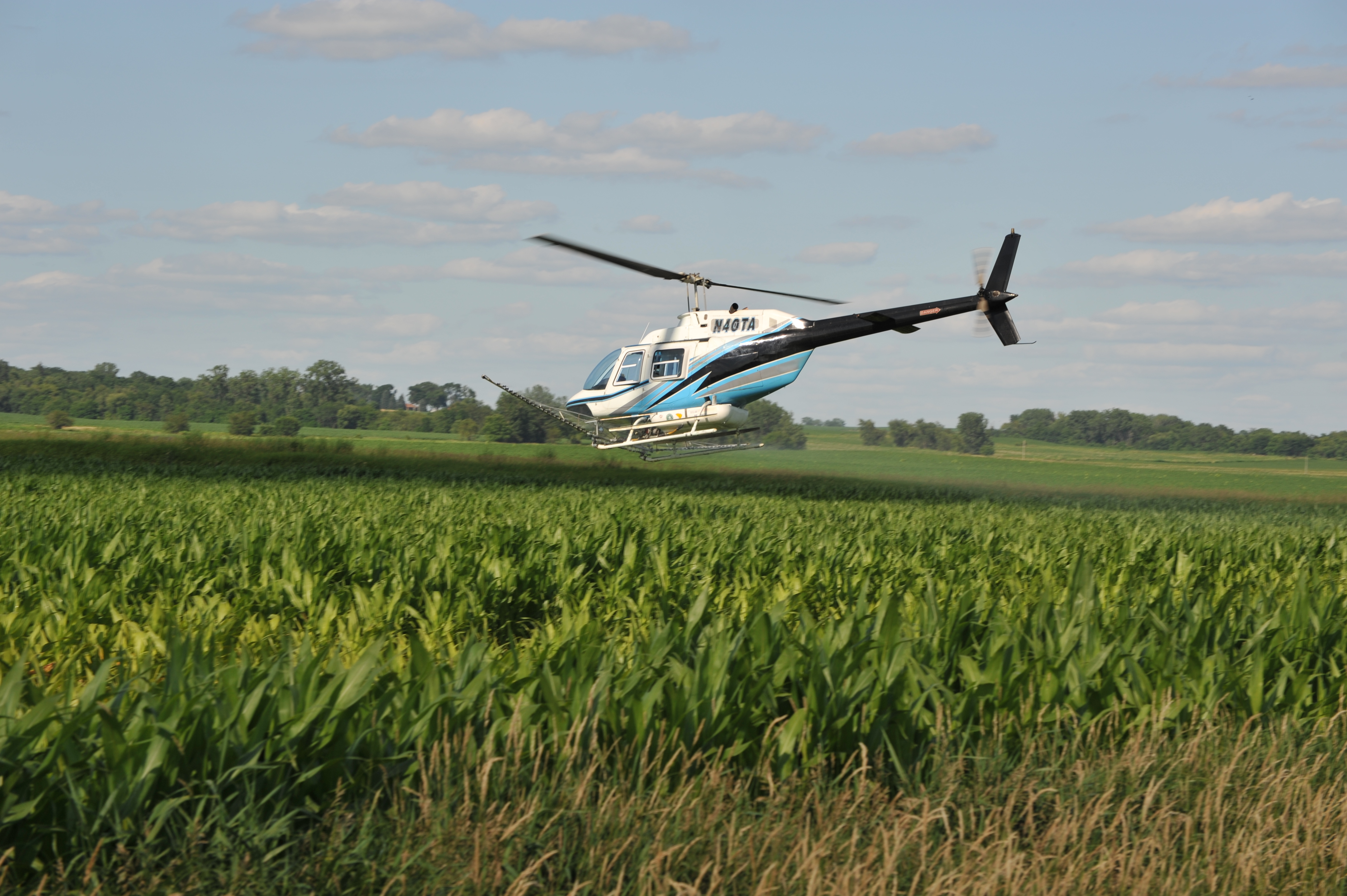
Een Bell JetRanger helikopter bij het sproeien

Een sproeivliegtuig is een vliegtuig voor gebruik in de landbouw, meer bepaald voor het verstuiven van pesticiden of meststoffen in vloeibare of poedervorm tijdens de vlucht; soms ook voor "hydroseeding", het uitspreiden van water waarin zaadjes zijn vermengd. Dit wordt bijvoorbeeld gebruikt voor het aanleggen van rijstvelden.
Een landbouwvliegtuig kan zowel een toestel met vaste vleugels zijn als een helikopter. Helikopters zijn gewoonlijk lichte standaardtoestellen die zijn uitgerust met interne of externe tanks en sproeiapparatuur. Vliegtuigen kunnen ook omgebouwde standaardtoestellen zijn, zoals een tweezitstrainer waarin op de plaats van de student-vlieger een chemicaliëntank is ingebouwd. Maar meestal zijn dit speciaal voor deze taak ontworpen lichte, wendbare vliegtuigen.
Het verspreiden van landbouwchemicaliën met behulp van vliegtuigen begon in de jaren 1920. De Duitse vliegtuigbouwer Hugo Junkers vroeg in 1925 een octrooi aan voor een systeem om poeders met een vliegtuig te verstuiven. Aanvankelijk bouwde men hiervoor bestaande, vaak oude surplus militaire toestellen om. In Amerika was de trainer Boeing-Stearman Model 75, waarvan na de Tweede Wereldoorlog grote aantallen op de civiele markt kwamen, hiervoor populair. Naarmate deze toestellen verouderden steeg de vraag naar nieuwe moderne landbouwvliegtuigen en een aantal vliegtuigfabrikanten ontwierp toestellen specifiek voor gebruik in de landbouw. Ze hebben als kenmerk dat het kleine, lichte maar robuuste toestellen zijn, eenvoudig van constructie en in onderhoud, gewoonlijk met een enkele plaats voor de piloot. Op een enkele uitzondering na (de WSK-Mielec M-15 Belphegor met turbofans) zijn het één- of tweemotorige propelleraangedreven toestellen met zuigermotoren of turboprops. Het zijn laagdekkers of tweedekkers, met het sproeisysteem onder de (onderste) vleugel. In gebieden met zeer grote landbouwbedrijven gebruikt men ook grotere en krachtigere toestellen zoals de Antonov An-2, de Lockheed Lodestar; zelfs de viermotorige Lockheed Constellation is ingezet als sproeivliegtuig, in het bijzonder voor het bestrijden van de bladrollerplaag in de Canadese naaldwouden.
Het sproeien vanuit de lucht vereist een speciale techniek. De piloot moet met de juiste snelheid zo laag mogelijk over het veld vliegen, op slechts enkele meter hoogte, om het afdrijven van het verstoven product zo veel mogelijk te vermijden. Aan het einde van het veld moet de piloot op tijd de sproeier uitschakelen, snel optrekken om obstakels (bomen, telefoon- of hoogspanningslijnen, gebouwen...) rond het veld te vermijden, omkeren, en een nieuwe doortocht maken die precies moet aansluiten bij de vorige doortocht.
Naast het risico op ongevallen staat de piloot ook bloot aan het gevaar van intoxicatie door dampen van de chemicaliën die tot in de cockpit doorlekken; dat was vooral het geval met het sproeien van giftige organofosforverbindingen (die tegenwoordig grotendeels verboden zijn), in toestellen met een gesloten cockpit.
Bij helikopters kan de chemicaliëntank zowel intern als extern aangebracht worden. De sproeiers hangen onderaan het toestel. Helikopters zijn geschikt voor kleinere velden en hebben minder last van obstakels en oneffen terrein. Onder meer de Mil Mi-8, Kamov Ka-26, Bell JetRanger en Hughes 500 zijn gebruikt als landbouwhelikopter.
De markt voor landbouwvliegtuigen is groot. Het vakblad Flight International schatte in 1977 dat er wereldwijd meer dan 20.000 landbouwvliegtuigen in gebruik waren, en dat er in de Westerse wereld ongeveer 80 vliegtuigen per maand werden geproduceerd.

## Lijst van landbouwvliegtuigen

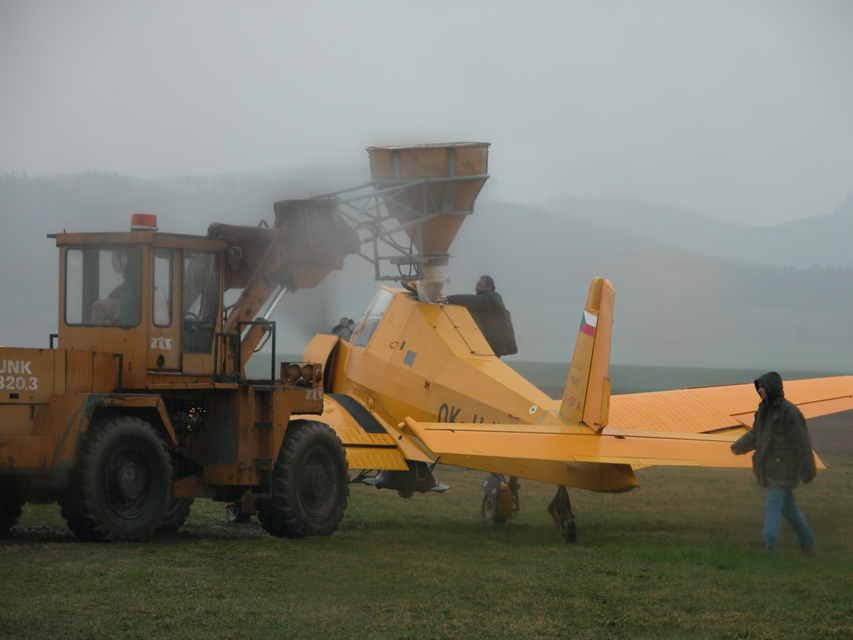
Bijladen van een Zlín Z-37 Čmelák.

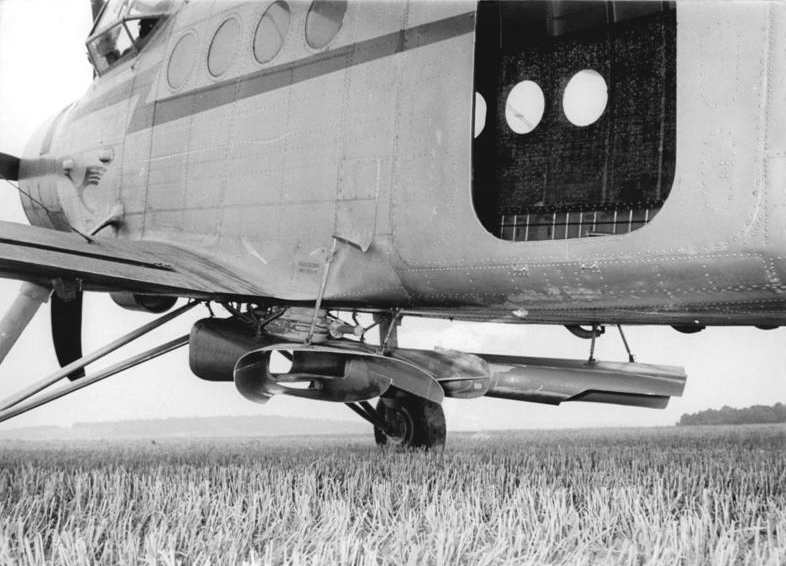
verdeelsluizen voor het verstuiven onder een Antonov An-2, 1957

Dit is een niet-exhaustieve lijst van landbouwvliegtuigen per land.
- Australië
  - Commonwealth Aircraft CA-28 Ceres
  - Gippsland GA200
  - Kingsford Smith PL-7 Tanker
  - Kingsford Smith Cropmaster
  - Transavia PL-12 Airtruk

- Brazilië
  - Embraer EMB 202 Ipanema

- Nieuw-Zeeland
  - Fletcher FU24
  - Pacific Aerospace P-750 XSTOL
  - Pacific Aerospace Cresco

- India
  - Hindustan HA-31 Basant

- Polen
  - PZL M-15 Belphegor
  - PZL-101 Gawron
  - PZL-106 Kruk
  - PZL-Mielec M-18 Dromader
  - PZL M-24 Dromader Super
  - PZL-126 Mrówka

- Rusland
  - Antonov An-2

- Tsjecho-Slowakije
  - Zlín Z-37 Čmelák

- Verenigde Staten
  - Air Tractor AT-300
  - Air Tractor AT-400
  - Air Tractor AT-501
  - Air Tractor AT-602
  - Air Tractor AT-802
  - Ayres Thrush (voorheen Aero Commander Ag Commander en Rockwell Thrush Commander)
  - Cessna 188 (AgWagon, AgTruck, AgHusky)
  - Emair MA-1
  - Emair 1200 Diablo
  - Grumman Ag-Cat
  - Piper PA-25 Pawnee
  - Piper PA-36 Pawnee Brave